# Aššúr
Aššúr (též Aššur, dnes Qal'at Šerqat) je historické město na severu dnešního Iráku. V roce 2003 byl Aššúr zapsán na Seznam světového dědictví UNESCO a zároveň i na Seznam světového dědictví v ohrožení.

## Dějiny města
Dějiny Aššúru začínají kolem roku 2500 př. n. l., kdy se z malého městského státu stává centrem staroasyrské říše, a končí roku 614 př. n. l. po dobytí města Médy. V té době už nebylo hlavním městem, vládci novoasyrské říše dali přednost městu Kalach (Nimrud) a ještě později Ninive.
Důležitým hospodářským faktorem rozvoje státu byl obchod, jehož obraz uchovaly tzv. kappadocké tabulky. V nich se uvádí, že nejčastěji se vyvážely látky, vlna a cín, dováželo se zlato, stříbro a měď.
Archeologické vykopávky z let 1908–1910 odkryly na území města Aššúr chrámové komplexy místního boha Aššúra, bohyně Ištar a bohů Anu a Adada. V Aššúrově chrámu se našly hliněné tabulky s texty, popisujícími všechno vědění, potřebné k výkonu funkce velekněze – rituální texty, magické formulky, praktické lékařské návody.